# Karin Illgen
Karin Illgen (ur. 7 kwietnia 1941 w Greifswald) – wschodnioniemiecka lekkoatletka, która specjalizowała się w rzucie dyskiem.

## Życiorys
W 1968 roku uczestniczyła w igrzyskach olimpijskich w Meksyku. Podczas mistrzostw Europy w Atenach (1969) wywalczyła brązowy krążek. Złota medalistka uniwersjady (1970). Rekordzistka NRD w rzucie dyskiem, medalistka mistrzostw kraju. Rekord życiowy: 63,66 (23 lipca 1970, Lipsk).

## Osiągnięcia
| Rok  | Impreza                 | Miejsce   | Lokata      | Wynik     |
| ---- | ----------------------- | --------- | ----------- | --------- |
| 1967 | Półfinał pucharu Europy | Lipsk     | 1. miejsce  | 57,96     |
| 1967 | Finał pucharu Europy    | Kijów     | 1. miejsce  | 58,26     |
| 1968 | Igrzyska olimpijskie    | Meksyk    | 10. miejsce | 52,18     |
| 1969 | Mistrzostwa Europy      | Ateny     | 3. miejsce  | 58,66     |
| 1970 | Uniwersjada             | Turyn     | 1. miejsce  | 62,04 NUR |
| 1970 | Finał pucharu Europy    | Budapeszt | 1. miejsce  | 61,60     |